# János Börzsei
János Börzsei (Budapest, 9 ottobre 1921 – 30 agosto 2007) è stato un calciatore ungherese, di ruolo difensore.

## Carriera

### Club
Ha giocato nel campionato ungherese e rumeno.

### Nazionale
Ha collezionato 22 presenze con la maglia della Nazionale.

## Palmarès

### Club

#### Competizioni nazionali
- Campionato ungherese: 3

MTK Budapest: 1951, 1953, 1957-1958
- Coppa d'Ungheria: 1

MTK Budapest: 1951-1952

#### Competizioni internazionali
- Coppa Mitropa: 1

MTK Budapest: 1955

### Nazionale
- Oro olimpico: 1

Helsinki 1952